# Liste der Mitglieder der American Academy of Arts and Sciences/1972
Im Jahr 1972 wählte die American Academy of Arts and Sciences 129 Personen zu ihren Mitgliedern.

## Neugewählte Mitglieder
- Edward Franklin Albee (1928–2016)
- Ben Alexander (1919–1977)
- Don Lynn Anderson (1933–2014)
- Stuart Pratt Atkins (1914–2000)
- John Dickson Baldeschwieler (* 1933)
- Gary Stanley Becker (1930–2014)
- Wolfgang Wilhelm Walter Beermann (1921–2000)
- Ivan Loveridge Bennett (1922–1990)
- Walter Fred Bodmer (* 1936)
- Marcel Paul Boiteux (1922–2023)
- John Gatenby Bolton (1922–1993)
- Wayne Clayson Booth (1921–2005)
- Frederick Herbert Bormann (1922–2012)
- William Hines Bossert (* 1937)
- Fredson Thayer Bowers (1905–1991)
- Germaine Bree (1907–2001)
- David Allan Bromley (1926–2005)
- Alan Louis Charles Bullock (1914–2004)
- Guido Calabresi (* 1932)
- Donald Louis Dvorak Caspar (1927–2021)
- Marvin Chodorow (1913–2005)
- Lawrence Arthur Cremin (1925–1990)
- Albert Victor Crewe (1927–2009)
- Frederick Sydney Dainton (1914–1997)
- Robert Debre (1882–1978)
- Satish Dhawan (1920–2002)
- Kenneth Onwuka Dike (1917–1983)
- Hedley Williams Donovan (1914–1990)
- Madeleine Kathryn Doran (1905–1996)
- Robert Dorfman (1916–2002)
- John Elliott Dowling (* 1935)
- Osborn Elliott (1924–2008)
- Hans Peter Eugster (1925–1987)
- Heinz Eulau (1915–2004)
- Lloyd Ashton Fallers (1925–1974)
- Charles Louis Fefferman (* 1949)
- George Brooks Field (1929–2024)
- Edmond Henri Fischer (1920–2021)
- James Chipman Fletcher (1919–1991)
- Robert William Fogel (1926–2013)
- Dennis Gabor (1900–1979)
- Albert Ghiorso (1915–2010)
- Martin Gibbs (1922–2006)
- François Ferdinand Goguel (1909–1999)
- Peter Carl Goldmark (1906–1977)
- Jan Gonda (1905–1991)
- Valerie Jane Goodall (* 1934)
- Robert Aaron Gordon (1908–1978)
- Iona Jean Gottmann (1915–1994)
- Howard Green (1925–2015)
- Arnold Carl Harberger (* 1924)
- William Fields Harrington (1920–1992)
- Geoffrey H. Hartman (1929–2016)
- Arthur Davis Hasler (1908–2001)
- John Woodland Hastings (1927–2014)
- Philip Morris Hauser (1909–1994)
- David S. Heeschen (1926–2012)
- Michael Heidelberger (1888–1991)
- John Higham (1920–2003)
- Walter Horn (1908–1995)
- André Tridon Jagendorf (1926–2017)
- Harold Sledge Johnston (1920–2012)
- Hugh Kenner (1923–2003)
- Arthur Kent Kerman (1929–2017)
- Jack Carl Kiefer (1924–1981)
- Kirill Yakovlevich Kondratyev (1920–2006)
- Janos Kornai (1928–2021)
- Irving Kristol (1920–2009)
- Alexander Duncan Langmuir (1910–1993)
- Arthur Stanley Link (1920–1998)
- Bryce Dale Lyon (1920–2007)
- Robert Wellesley Mann (1924–2006)
- Arthur Jacob Marder (1910–1980)
- Paul Alan Marks (1926–2020)
- Leo Marx (1919–2022)
- Myres Smith McDougal (1906–1998)
- Michael Brendan McElroy (* 1939)
- William James McGill (1922–1997)
- Machteld Johanna Mellink (1917–2006)
- Soia Mentschikoff (1915–1984)
- Elliott Waters Montroll (1916–1983)
- Norval Ramsden Morris (1923–2004)
- Wright Morris (1910–1998)
- Joseph Needham (1900–1995)
- Albert Neuberger (1908–1996)
- Allen Newell (1927–1992)
- Beaumont Newhall (1908–1993)
- Robert Alexander Nisbet (1913–1996)
- Thomas Francis O’Dea (1915–1974)
- Kazuo Okunuki (1907–1999)
- Denys Lionel Page (1908–1978)
- Abraham Pais (1918–2000)
- Walker Percy (1916–1990)
- Louis Heilprin Pollak (1922–2012)
- Michael Moissey Postan (1899–1981)
- Ashoka Jahnavi Prasad (1920–2001)
- Alexander Mikhailovitch Prokhorov (1916–2002)
- Karl Rahner (1904–1984)
- Philip Rahv (1908–1973)
- Julius Benjamin Richmond (1916–2008)
- Abraham Robinson (1918–1974)
- Maurice Rosenberg (1919–1995)
- Mstislav Leopoldowich Rostropovitch (1927–2007)
- Joseph Rotblat (1908–2005)
- Philip Roth (1933–2018)
- Robert Anthony Scalapino (1919–2011)
- Dana Stewart Scott (* 1932)
- Harold William Siegelman (1920–1993)
- Claude Mitchell Simpson (1910–1976)
- Milton Borah Singer (1912–1994)
- Richard William Southern (1912–2001)
- Donald Frederick Steiner (1930–2014)
- Eliot Stellar (1919–1993)
- DeWitt Stetten (1909–1990)
- Hans Eduard Suess (1909–1993)
- Jan Szczepanski (1913–2004)
- Irene Barnes Taeuber (1906–1974)
- Abraham Haskel Taub (1911–1999)
- Kip Stephen Thorne (* 1940)
- Merton Franklin Utter (1917–1980)
- Pindaros Roy Vagelos (* 1929)
- Eugene Earl van Tamelen (1925–2009)
- Helen Hennessy Vendler (1933–2024)
- Hans Erich Freiherr von Campenhausen (1903–1989)
- Ulf Svante von Euler (1905–1983)
- Ian Pierre Watt (1917–1999)
- Herman B. Wells (1902–2000)
- Ernest Edward Williams (1914–1998)
- Benjamin Harrison Willier (1890–1972)